# 위반실험
사회학과 사회심리학 분야에서, 위반실험은 일반적인 사회 규칙과 개념을 위반하는 것에 대한 사람들의 반응을 연구하는 실험이다. 위반실험은 대부분의 경우 미국의 사회학자인 해럴드 가핑클의 일상생활방법론(ethnomethodology, 민속방법론이라고도 함)과 연관된다. 위반실험은, 사회적 규범에 대한 "예기치 못한 "행동들을 의식적으로 보여 주는 것, 행동 위반과 같은 사회적 반응의 종류에 대한 관찰, 그리고 이러한 사회적 반응을 가능하게 하는 사회 구조의 분석 등을 포함하는 개념이다. '사회 규범 및 그에 수반되는 반응의 위반을 연구한다'는 아이디어는 사회 과학 분야와 연결되며, 오늘날 사회학과 심리학 모두에 사용되고 있다.
이 접근법에서 주의할 것은, 개인이 사회적 상호 작용을 위해 매일 "규칙"을 세우는 것에 몰두할 뿐만 아니라, 그들이 그렇게 하고 있다는 것을 모른다는 사실이다. 사회학자 어빙 고프만의 연구는 특히 우리가 말은 하지 않지만 보편적으로 받아들여지는 규칙들을 위반하는 경우를 가정해, 일상생활의 사회적 의미와 행동 규범 을 연구하는 방법들을 위한 이론적인 기초를 놓았다. 가핑클은 일상생활방법론을 연구하는 질적 방법론을 개발해, 고프만의 아이디어를 확장시켰다고 할 수 있다. 1970, 80년대 후반, 유명한 심리학자인 스탠리 밀그램은 사회적 규범의 위반에 대한 반응을 경험적으로 분석하기 위해, 해당 기준 위반에 대한 대응을 관찰하고 정량화하는 두 가지 실험을 개발했다.

## 어빙 고프만과 '사회적 상호작용'
고프만은 이 개념과 관련된 두 개의 책을 출판했다. Behavior in Public Places, 1963 and Relations in Public: Microstudies of the Public Order, 1971이 그것이다. 정신병원과 같은 '낙인 찍힌' 조직에서의 개인들에 대한 그의 초기 연구에서 착안하여, '당연하게 여겨지는' 사회적 상호작용 규칙들을 강조하고자 했다.  모든 사회적 상황에서 가장 일반적인 규칙은 개인이 "적응"하는 것이라고 고프만은 주장한다. 그는 '사회적 제재 혹은 반응에 의해 구성되는 행동에 대한 일종의 지침'으로 규범을 정의한다. 만약 개인이 사회적 규범을 위반하면, 종종 그 위반 행위는 그 사람이 아프거나 혹은 정신적인 문제가 있는 것처럼 여겨진다. 예를 들어, 공공 장소에서 자기 자신에게 말을 거는 듯한 사람은 정신적으로 아픈 사람이라고 간주되는 것과 같다.
고프만은 추가적으로 '사회적인 모임'이 사회적인 생활을 구성함에 있어 중요한 역할을 한다고 말했다. 그는 한 사회적 환경에 있는 모든 사람들이 행동을 지배하는 규칙에 어느정도 관심을 가진다고 주장한다. 무언의 규칙에 대한 위반과 침해는, 설령 그 행위자의 '위반 자체가 해가 없을지라도' 일종의 '범죄 행위'처럼 받아들여질 수 있다. 때문에 개인은 사회적 상식에 따르는 규칙들이 사회의 안녕에 중요하다고 느끼며, 이러한 규칙들이 '자연스럽고, 침해할 수 없고, 기본적' 권리라고 느낀다.

## 해롤드 가핑클과 '일상 다시보기'
가핑클은 사람들이 사회적인 상황을 어떻게 해석하고, 그것을 바탕으로 어떻게 행동할지 결정하는 데에 '배경지식'을 담보로 한다고 주장한다. 하지만, 사람들은 바로 그 배경지식이 어떤 것인지 명확하게 묘사하지 못한다. '배경지식을 기대한다'는 것이 무엇인지 명확하게 확인하기 위해서는, 당연하게 여겼던 일상생활에서 '낯선 사람'이 되어 보면 된다.
예를 들어, 대화의 말 끝마다 '안녕'하고 말하는 것을 생각해보자. 어딘가 어긋난 상호작용을 설명하는 것을 통해, 평소의 일상생활의 상호작용이 무엇 덕분에 잘 이루어지고 유지될 수 있는 것이었는지를 관찰하는 것이다.  집, 학교, 혹은 직업현장에서 볼 수 있는 일상생활의 예시들도 있다. 가핑클이 그의 대학원생들에게 낸 과제 중 하나는, 친구나 가족들과 정상적인 대화를 하는 동안 종종 그들에게 해명을 요구함으로써 일상적인 이해에 도전하는 것이었다. 다음은 민속방법론 연구에 인용된 가핑클의 글에서 발췌한 것의 예이다:
사례 2:
S: 안녕 레이. 요즘 여자친구는 잘 지내?
E: '여자친구가 잘 지내냐'니, 무슨 뜻인가요? 물리적으로 말인가요, 정신적으로 말인가요?
S: 아니, 그니까 잘 지내냐고? 너 갑자기 왜그래? (그는 짜증이 나 보인다)
E: 아무일도 없는데요. 그냥 질문의 의도를 좀 더 명확히 말씀해주셨으면 좋겠어요.
S: 뭐래. 요즘 하는 일들은 잘 되어 가?
E: '요즘 하는 일들'이 뭐죠?
S: 너 내가 뭘 말하는지 알잖아!
E: 전 정말 모르겠는데요.
S: 도대체 뭐가 문제야? 너 어디 아프니?
이것이 바로 대면 대화 형식에서의 위반실험이다. 친구와 공유하는 경험을 갖고 있다는 전제를 위반하는 것은, 피실험자로 하여금 혼란과 짜증을 유발하도록 하는 결과를 낳는다. 가핑클은 (종종 그의 학생들을 이용한) 다른 실험들도 행했다:
- 학생들은 그들의 부모님 집으로 돌아와서 그들의 가족을 마치 각자가 하숙인인 것처럼 관찰했다. 그 결과, 많은 학생들은 이 실험을 진행하기가 어렵다는 사실을 깨달았다. 그들이 가족으로부터 거리를 둔 평가가, 평소 그들이 그들의 가족에게 갖고 있던 평가(ex) 논쟁 빈도 등) 와 어울리지 않았기 때문이다. 가족들은 관찰을 진행한 학생이 그가 말하는 '진짜 자신'으로 돌아간 것에 안도했다.
- 거리두기와 공손함은 가족으로 하여금 "놀라움, 당황, 충격, 불안, 당황, 그리고 학생이 비열하고, 사려 깊지 못하고, 이기적이고, 비열하며, 무례하다"는 등의 반응을 이끌어냈다..
- 학생들은 다른 사람들과 대화할 때, 그들이 숨겨진 동기를 가지고 대화에 임한다는 가정 하에 대화에 참여했다. 대부분 가족들과 친구들은 감정이 상한 것으로 기록되었으며, 낯선 사람들과 이 실험을 시도한 두 학생은 그들이 시도한 상호 작용을 완성할 수 없었다.
- 다른 사람들에 내린 그들 스스로의 평가와, 타인이 내린 평가가 상반되었을 때에는, 많은 학생들은 그들이 스스로 결론지은 첫인상과 타인의 상반된 결과를 어떻게든 절충하려 시도했다.
- 그들은 또 평균적인 가격의 상품을 파는 상점에 가서 가격을 깍아보라는 미션을 받기도 했다. 학생들은 그들이 주인에게 받을 대우에 대해 지레 긴장했다. 하지만, 일단 그들이 주인과의 상호작용을 시작하니 이런 긴장감은 줄어들었으며, 의외의 성공 가능성에 대해 놀라는 기색도 보였다.
- 실험자가 대상자에게 첫번째 동작을 하도록 요청한 다음 해당 표시를 지우고 다른 사각형으로 옮겨 응답하는 동작을 취하는 방식으로 바뀌었다. 피실험자들은 이것에 의해 혼란스러워 했고, 그 행동을 성적 합격, 자신들의 어리석음에 대한 논평, 또는 실험자의 뻔뻔스러움으로 해석했다. 결국, 대부분의 사람들은 이 행동에 대한 판단을 요구했다.
- 피실험자들은 다른 방법으로는 무해한 대화를 하는 동안 아주 아주 가까이 서 있으라는 요청을 받았다.

가핑클은 그의 학생들에게 그러한 암묵적 이해를 연구해야 할 문제가 있는 현상으로 간주하라고 지시했다. 실험 참가자들은 위반을 정상화하기 위해 즉시 반응하기 때문에, 호흡을 맞추는 실험은 사회 현실의 회복력을 보여 준다. 그들은 익숙한 말로 상황을 이해할 수 있게 해 줌으로써 그렇게 한다. 사람들이 이러한 위반 행위를 다루는 방식은 그들이 일상 생활을 어떻게 다루는지에 대해 많은 것을 드러낸다고 가정한다.

## 같이 보기
- 틀:동조